# 乌鲁木齐市东正教堂
43°46′07″N 87°37′03″E / 43.76867°N 87.61763°E

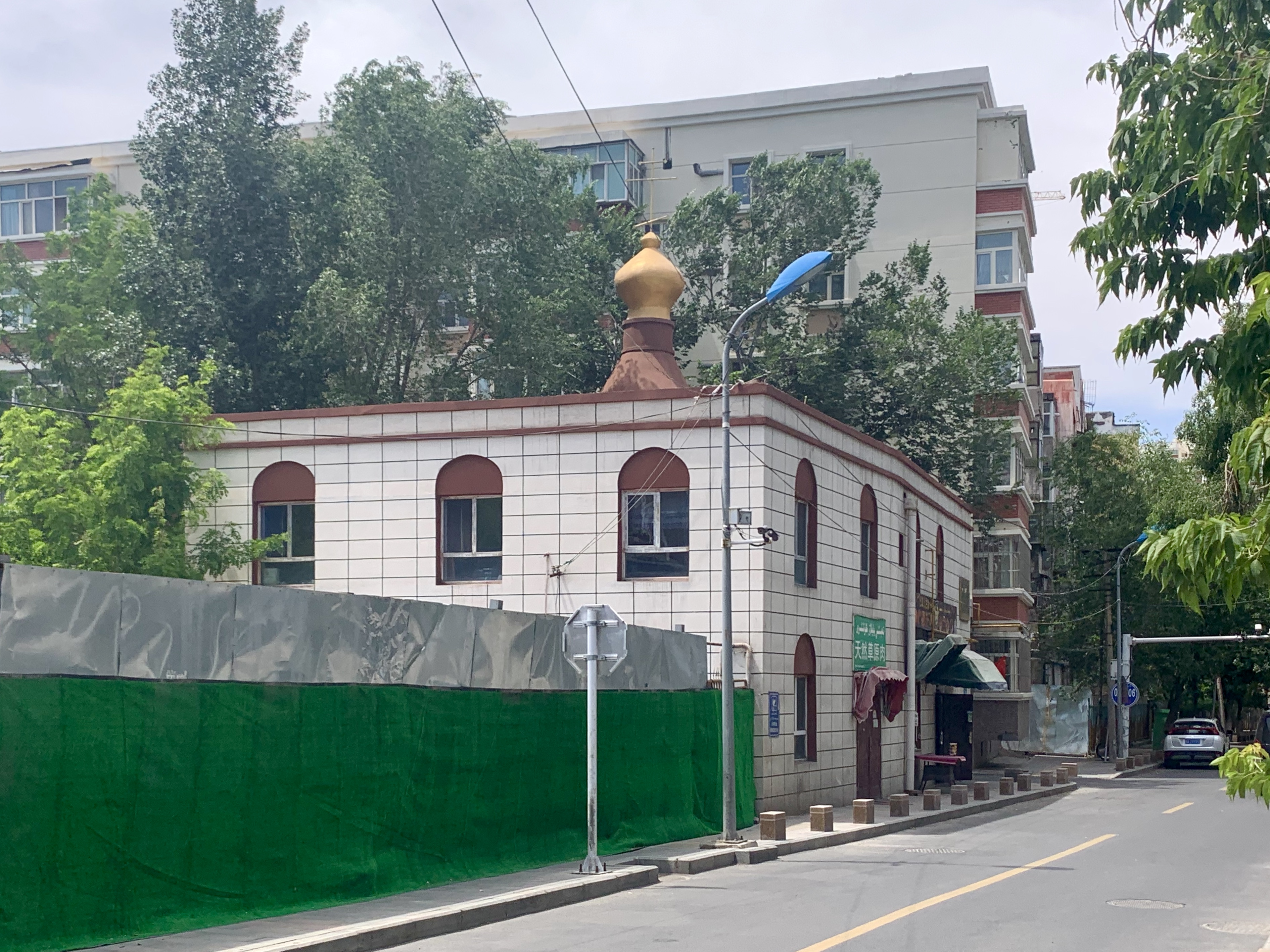
乌鲁木齐市东正教堂

乌鲁木齐市东正教堂，位于新疆维吾尔自治区乌鲁木齐市天山区新东街90号，是一座东正教的教堂。

## 简介
1949年以前，俄罗斯共有三批移民来到新疆，其中一批是俄国十月革命后俄国白卫军及难民，大多定居在新疆伊犁、塔城、乌鲁木齐。这三批俄罗斯移民带来了俄羅斯东正教，并且吸收中俄通婚的配偶及子女加入俄羅斯东正教。1925年，新疆东正教教会成立，隶属北京东正教总会管辖。1906年，新疆东正教教会在乌鲁木齐（时称迪化）兴建一座教堂，稱迪化市聖尼古拉教堂（乌鲁木齐东正教堂；St Nicholas Church of Urumqi），主堂面积达到110平方米，辅助用房面积达到600余平方米。
中华人民共和国成立后，1949年10月2日同苏联建交。1950年初，苏联在中国新疆维吾尔自治区乌鲁木齐、喀什设总领事馆，在伊宁、塔城、阿勒泰设领事馆。乌鲁木齐总领事馆保护了乌鲁木齐东正教堂、俄罗斯公墓。1950年代，中苏两国均推行“无神论”，东正教在乌鲁木齐的发展受到一些限制。1954年以后，因为苏联侨民大量迁出新疆，新疆的东正教信众锐减，奉事活动趋于衰弱。1952年，悬挂在乌鲁木齐东正教堂的重达400普特的大铜钟，被运到伊犁大教堂。
文化大革命期间，中国推行限制宗教的政策。乌鲁木齐东正教堂被作为“四旧”而拆除。教堂内的各种艺术品被全部移除。
中共十一届三中全会后，中共落实宗教自由开放政策，中華东正教被政府列為合法宗教，允許重新有宗教活動。因为乌鲁木齐市的数千名信奉东正教的俄罗斯人没有地方舉行侍奉聖禮，有关部门调研之后，决定重建乌鲁木齐的东正教堂，1983年乌鲁木齐市人民政府在俄罗斯人聚集区南梁新东街90号购买了一块土地，作为新教堂的堂址，经一年多建设，在1985年9月底落成。该教堂可供数十人同时做礼拜。但是，因为政府的政策，不能为该教堂安排東正教神父，原教堂的物品也无法寻回。该教堂每个星期日上午开放，没有神父引领奉事聖禮，祈祷仪式很简单，东正教徒进门之后要“画十字”，随后购买蜡烛并点燃，听赞圣词录音、唱赞圣歌。禮儀完毕后，东正教徒聚集在该教堂二层进餐并议事，有时也饮酒并回忆俄罗斯侨民的往事。这座很小的东正教堂成为留在乌鲁木齐的俄罗斯老人们的宗教慰藉。由于该教堂没有神父，所以乌鲁木齐的俄罗斯人后代只能在家庭或者在国外接受“洗礼”。乌鲁木齐的俄罗斯公墓也保存下来，这座旧公墓内有许多无人照管的墓，墓碑横断。
2012年11月29日，“新疆维吾尔自治区宗教界深入学习贯彻党的十八大精神座谈会”在乌鲁木齐市举行，来自伊斯兰教、佛教、基督教、天主教、道教、东正教界的14位代表参加座谈。乌鲁木齐市东正教堂管委会主任贾志戎（俄语名“阿尔卡捷”）表示，在中共十八大精神感召下，经政府民族宗教部门支持，乌鲁木齐市人民政府有关部门加班加点完成了乌鲁木齐市东正教堂的水电暖工程，广大教民对此非常高兴。贾志戎是俄罗斯人后裔，外祖父是生于中国山东省掖县（现莱州市）后来曾侨居苏联谢列姆金斯克区的张复堂（1897年－1974年），外祖母是生于俄国西伯利亚东南部的谢列姆金斯克区的玛丽娅（1910年－1991年），母亲尼娜是乌鲁木齐市八一中学退休教师。贾志戎的外祖母玛丽娅曾在1946年到国民政府驻新疆的高官刘泽荣家当管家，在1980年代曾任乌鲁木齐市政协委员。
2012年时，天山区胜利路街道辖区共有宗教场所4所（清真寺3所，东正教堂1所）。其中的1所东正教堂即乌鲁木齐市东正教堂；3所清真寺分别是洋行清真寺、河坝清真寺、三屯碑清真寺。